# ینگی‌یر (شهرستان سوقلوق)
ینگی‌یر (به لاتین: Jangy-Jer) یک منطقهٔ مسکونی در قرقیزستان است که در استان چوی واقع شده‌است. ینگی‌یر ۶٬۱۲۸ نفر جمعیت دارد.